# Danilo Oscar Lancini
Danilo Oscar Lancini (nascido em 15 de outubro de 1965 em Rovato) é um político italiano.
Em 17 de abril de 2018 tornou-se MEP, substituindo Matteo Salvini. Ele foi reeleito MEP nas eleições de 2019 para o Parlamento Europeu.